# نیل هاربیسون
نیل هاربیسون (به انگلیسی: Neil Harbisson) متولد ۲۷ ژوئیه سال ۱۹۸۲ در بریتانیا، یک کاتالان مطرح، هنرمند معاصر، نوازنده و فعال سایبورگ است که بیشتر برای توانایی گسترش دادهٔ خود در شنیدن رنگ‌ها و درک رنگ‌های خارج از توانایی چشم انسان شناخته می‌شود. او اولین شخصی در دنیا است که یک آنتن ادغام شدهٔ استخوانی (Osseointegration) در جمجمه خود دارد. برخی ادعا می‌کنند که گنجاندن آنتن سایبورگ در عکس پاسپورتش، به رسمیت شناختن هاربیسون به عنوان یک سایبورگ است. رنگ و استفاده از فناوری برای گسترش عملکرد از موضوعات محوری در کار هاربیسون است. در سال ۲۰۱۰، هاربیسون بنیاد سایبورگ را تأسیس کرد که یک سازمان بین‌المللی برای کمک به انسان‌ها برای تبدیل شدن به سایبورگ است.

## اوایل زندگی و حرفه
هاربیسون پسر یک مادر کاتالان و یک پدر ایرلندی است. او با یک نوع بسیار نادر از بیماری کوررنگی به نام آکروماتوپسیا به دنیا آمد، یک بیماری که تنها به او اجازه دیدن به صورت خاکستری به همراه رنگ‌های سیاه و سفید را می‌داد. او در شهر ماتارو در بخش خودمختار کاتالونیا در کشور اسپانیا بزرگ شد، جایی که او در مدارس مختلف موسیقی و هنر می‌آموخت. او در ۱۱ سالگی شروع به آهنگسازی قطعات پیانو و در ۱۶ سالگی، شروع به آموختن هنرهای زیبا کرد.

## پیوندهای وابسته
- بنیاد سایبورگ
- سایبورگ